# Eucalathis tuberata
Eucalathis tuberata é uma espécie de braquiópode pertencente à família Chlidonophoridae.
A autoridade científica da espécie é Jeffreys, tendo sido descrita no ano de 1878.
Trata-se de uma espécie presente no território português, incluindo a sua zona económica exclusiva.